# Nowa Wieś Lęborska
Nowa Wieś Lęborska (Neuendorf fino al 1945) è un comune rurale polacco del distretto di Lębork, nel voivodato della Pomerania.
Ricopre una superficie di 270,39 km² e nel 2004 contava 12 146 abitanti.